# Soros Fund Management
Soros Fund Management, LLC è una società privata americana di gestione degli investimenti. È strutturata come un family office, ma in precedenza era un hedge fund. L'azienda è stata fondata nel 1970 da George Soros e, nel 2010, è stata segnalata come una delle società più redditizie nel settore degli hedge fund, con un tasso di rendimento medio annuo del 20% in quattro decenni. Ha sede al 250 West 55th Street a New York City. A partire dal 2023, Soros Fund Management, LLC aveva un patrimonio gestito (AUM) di 25 miliardi di dollari.

## Storia
L'azienda è stata fondata da George Soros e dal suo ex socio in affari Jim Rogers nel 1970. Prima di avviare l'attività, Soros e Rogers hanno lavorato insieme presso la banca d'investimento Arnhold e S. Bleichroder.
Soros Fund Management è il principale consulente per il Quantum Group of Funds, una famiglia di fondi in investimenti internazionali.  La società investe nei mercati azionari e obbligazionari pubblici di tutto il mondo, nonché nei mercati dei cambi, delle valute e delle materie prime, in fondi di private equity e venture capital. L'azienda ha investimenti significativi nei settori dei trasporti, dell'energia, della vendita al dettaglio, della finanza.

### Dal 1992 al 2007
Nella settimana che ha preceduto il 16 settembre 1992, o "mercoledì nero", Quantum Funds ha guadagnato 1,8 miliardi di dollari vendendo allo scoperto sterline britanniche e acquistando marchi tedeschi. Questa transazione ha fatto guadagnare a Soros il titolo di "l'uomo che ha distrutto la Banca d'Inghilterra". D'altra parte, la politica del governo britannico nel periodo precedente l'espulsione della sterlina dal meccanismo di cambio del Sistema monetario europeo era stata ampiamente criticata per aver fornito agli speculatori una scommessa a senso unico. 
Nel 2000, il Quantum Fund ha perso la sua posizione di più grande hedge fund al mondo quando il suo patrimonio in gestione è passato da 10 miliardi di dollari a 4 miliardi di dollari in circa un anno. Le perdite del fondo sono derivate da investimenti in titoli tecnologici. Quell'anno, l'amministratore delegato Duncan Hennes e i gestori del Quantum Fund, Stanley Druckenmiller, e del Quota Fund, Nicholas Roditi, si dimisero. La ristrutturazione di Soros Fund Management è stata annunciata in una lettera agli azionisti che ha delineato il suo piano di fondere il Quantum Fund con il Quantum Emerging Growth Fund per formare il Quantum Endowment Fund. L'intenzione era quella di trasformare il Quantum Fund in un "fondo a basso rischio e meno speculativo" amministrato da un consulente esterno. 

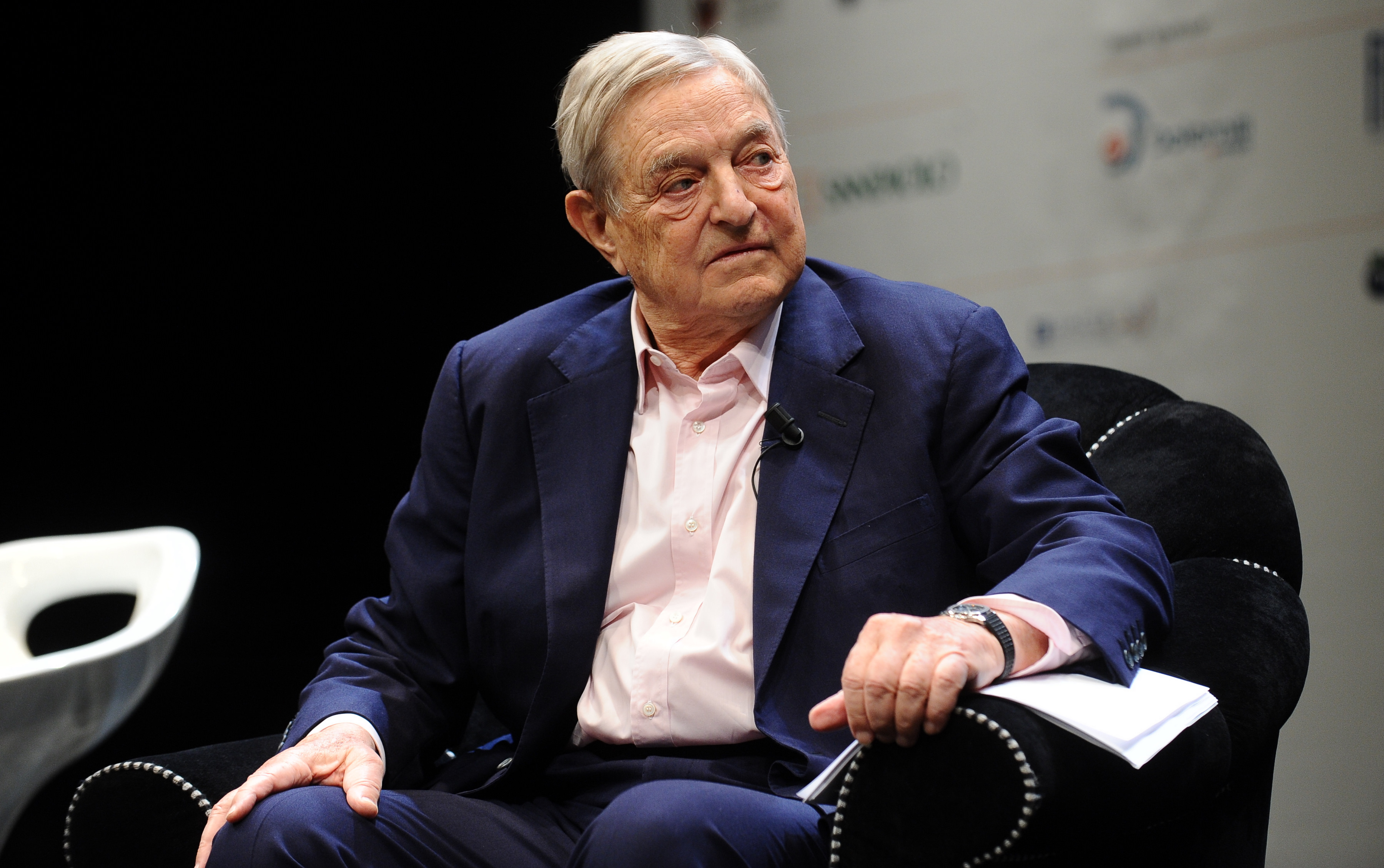
George Soros nel 2012. Ha fondato il Soros Fund Management nel 1970

### Dal 2008 al 2011
L'azienda ha acquisito una partecipazione in Lehman Brothers poco prima del suo fallimento nel 2008. 
Nel 2009, Soros Fund Management ha collaborato con altri sei hedge fund per acquisire IndyMac Bank per 13,9 miliardi di dollari, ottenendo così il controllo di circa 160 miliardi di dollari in prestiti bancari, investimenti e depositi. 
Nel 2011, l'azienda ha un patrimonio in gestione di 27,9 miliardi di dollari ed è stata classificata al sesto posto nella lista Hedge Fund 100 di Institutional Investor. Nello stesso anno, l'azienda ha collaborato con Silver Lake Partners e ha creato un fondo chiamato Silver Lake Kraftwerk il cui obiettivo era di investire in società di risorse naturali ed energia. 
Nel luglio 2011, il fondo ha annunciato l'intenzione di restituire poco meno di 1 miliardo di dollari agli investitori entro la fine del 2011 per evitare gli obblighi di rendicontazione previsti dalla legge di riforma Dodd-Frank e per concentrarsi sugli investimenti familiari. Quel mese, il chief investment officer della società Keith Anderson, co-fondatore di BlackRock, lasciò l'azienda.

### Dal 2012 al 2024
Nel settembre 2016, Soros Fund Management ha fornito consulenza a un fondo di investimento privato legato a Quantum Strategic Partners, che ha iniettato la maggior parte di 305 milioni di dollari in SolarCity, un produttore di pannelli solari.  Il flusso di denaro ha permesso a Elon Musk, presidente di Tesla Motors e SolarCity, di acquistare SolarCity e fonderla con Tesla.
Nel giugno 2017, Robert Soros, il figlio, lasciò l'incarico di presidente per fondare un fondo suo e David Milich ham assunto i suoi incarichi. Sempre nel 2017 Dawn Fitzpatrick ha sostituito Ted Burdick come chief investment officer.
Nel giugno 2018, l'azienda è stata segnalata per possedere il 15% di Justify, il cavallo che ha vinto nel 2018 il Preakness Stakes, il Kentucky Derby e il Belmont Stakes, attraverso l'allevamento internazionale e le operazioni di corsa di SF Bloodstock e SF Racing Group.
Secondo il Wall Street Journal, Soros Fund Management ha guadagnato l'8,9% nel 2017 e lo 0,9% nel 2018.  Nel maggio 2019 la società ha acquisito una partecipazione del 3% nel gestore patrimoniale svizzero GAM. Nel giugno 2019, Soros Fund Management ha guidato un investimento in Vice Media per 250 milioni di dollari. Nell'agosto 2019 ha aumentato la sua partecipazione in Manolete Partners Plc all'11,67%.  Ad agosto 2019, le partecipazioni più significative di Soros Fund Management erano Liberty Broadband, Vici Properties e Caesars Entertainment.
Nel gennaio 2020, George Soros ha annunciato al World Economic Forum che avrebbe impegnato 1 miliardo di dollari per il lancio di un'università internazionale, The Open Society University Network, per la ricerca e l'istruzione sui cambiamenti climatici e per trattare con i governi autoritari.
Nell'aprile 2020, Amply Power, un'azienda che fornisce soluzioni di ricarica per le flotte, ha ricevuto il finanziamento di 13,2 milioni di dollari da Soros Fund Management, Siemens, Congruent Ventures, PeopleFund e Obvious Ventures. Nel novembre 2020, Soros Fund Management ha dichiarato di detenere l'1% di azioni di Classe A di Palantir Technologies e di aver iniziato a vendere le sue azioni come consentito perché non è d'accordo con le pratiche commerciali di Palantir. In una dichiarazione alla CNBC, la società ha sostenuto: "SFM ha effettuato questo investimento in un momento in cui le conseguenze sociali negative dei big data erano meno comprese. SFM non farebbe un investimento in Palantir oggi".
Nel febbraio 2024, Soros Fund Management è emerso come il principale creditore nella procedura fallimentare preconfezionata del Chapter 11 di Audacy, detenendo oltre 400 milioni di dollari del suo debito di più alto livello. Si prevede che questo debito venga convertito in azioni della società ristrutturata, rendendo Soros un azionista significativo. Audacy vede questo sviluppo come un segnale positivo, interpretandolo come un "voto di fiducia" nel futuro dell'azienda.
Nel novembre 2024, Soros Fund Management ha chiuso il suo ufficio di Hong Kong.